# Oriflamme-Klasse
Die Oriflamme-Klasse war eine Klasse von zwei 62-Kanonen-Linienschiffen der französischen Marine, die von François Coulomb gebaut wurden und von 1704 bis 1722 in Dienst stand.

## Einheiten
| Name      | Bauwerft          | Kiellegung | Stapellauf       | Indienststellung | Verbleib |
| --------- | ----------------- | ---------- | ---------------- | ---------------- | --- |
| Toulouse  | Arsenal de Toulon | April 1703 | 8. Dezember 1703 | Mai 1704         | Im Juni 1707 in Toulon selbstversenkt (Belagerung von Toulon), gehoben und instand gesetzt; im Dezember 1711 durch die Royal Navy gekapert |
| Oriflamme | Arsenal de Toulon | April 1704 | 15. Januar 1704  | 2. Juni 1704     | Ab 1722 Hulk in Rochefort und 1727 abgebrochen                                                                                             |

## Technische Beschreibung
Die Klasse war als Batterieschiff mit zwei durchgehenden Geschützdecks konzipiert und hatte eine Länge von 45,78 Metern (Geschützdeck) bzw. 37,36 Metern (Kiel), eine Breite von 12,34 Metern und einen Tiefgang von 6,50 Metern bei einer Verdrängung von 918/1050 Tonnen. Sie waren Rahsegler mit drei Masten (Fockmast, Großmast und Kreuzmast). Der Rumpf schloss im Heckbereich mit einem Heckspiegel, in den Galerien integriert waren, die in die seitlich angebrachten Seitengalerien mündeten.
Die Bewaffnung der Klasse bestand aus 62 Kanonen.
|        | Unteres Batteriedeck | Oberes Batteriedeck | Backdeck      | Achterdeck    | Kanonen (Geschossgewicht) |
| ------ | -------------------- | ------------------- | ------------- | ------------- | ------------------------- |
| Design | 24 × 24-Pfünder      | 26 × 12-Pfünder     | 4 × 6-Pfünder | 8 × 6-Pfünder | 62 Kanonen (234,96 kg)    |

## Besatzung
Die Besatzung hatte im Frieden eine Stärke von 309 Mann und im Kriegsfall 389 Mann (bis zu 5 bzw. 9 Offiziere und 300 bzw. 380 Unteroffiziere bzw. Mannschaften).